# 分散红60
分散红60或称为1-氨基-4-羟基-2-苯氧基蒽醌（1-amino-4-hydroxy-2-phenoxyanthraquinone）是一种红色的分散染料，属于蒽醌衍生物，分子式C20H13NO4，常温常压下为暗红色固体，不溶于水，可溶于二氯甲烷。